# Augustin Deleanu
Augustin Pax Deleanu, detto Coco (Măgurele, 23 agosto 1944 – Bucarest, 27 marzo 2014), è stato un calciatore e dirigente sportivo rumeno, di ruolo difensore.

## Carriera

### Calciatore

#### Club
Giocò nel Politehnica Iași per sei anni fino al 1969.
In seguito ha giocato con il Dinamo Bucarest, rimanendovi per sette stagioni, vincendo tre campionati.
Dal 1976 ha giocato per un ultimo anno nel Jiul Petroșani.

#### Nazionale
Ha preso parte, insieme alla Nazionale rumena, al campionato del mondo 1970. In Nazionale ha totalizzato 25 presenze tra il 1966 e il 1973.

### Dirigente
Cessata l'attività agonistica, ha ricoperto ruoli amministrativi nella Dinamo Bucarest, di cui è stato vicepresidente dal 1990 al 1994.

## Palmarès

### Club

#### Competizioni nazionali
- Campionato rumeno: 3

Dinamo Bucarest: 1970-1971, 1972-1973, 1974-1975